# 2006 en musique classique
| \| • Retour à la chronologie générale de la musique classique • \| |
| Grèce • Rome • Haut Moyen Âge • VIIIe siècle • IXe siècle • Xe siècle • XIe siècle XIIe siècle • XIIIe siècle • XIVe siècle • XVe siècle • XVIe siècle • XVIIe siècle XVIIIe siècle • XIXe siècle • XXe siècle • XXIe siècle |
| • Retour à la chronologie générale de la musique classique • |

| Années en musique classique : 2003 - 2004 - 2005 - 2006 - 2007 - 2008 - 2009    |
| Décennies en musique classique : 1970 - 1980 - 1990 - 2000 - 2010 - 2020 - 2030 |

## Événements

### Créations
- 21 janvier : Faustus, the Last Night, opéra de Pascal Dusapin, à Berlin.
- 15 février : La sindone, composition d'Arvo Pärt, à Turin.
- 18 mars : Variations for Vibes, Pianos, and Strings, composition de Steve Reich, à Cologne.
- 26 mars : Für Lennart in memoriam, composition d'Arvo Pärt, à Tallinn, dirigé par Tõnu Kaljuste.
- 3 avril : Adriana Mater, opéra de Kaija Saariaho, à Paris.
- 6 juillet : Symphonie no 1 version révisée, de Hans Werner Henze, à Munich.
- 20 août : … miramondo multiplo…, composition d'Olga Neuwirth, à Salzbourg.
- 8 octobre : Daniel Variations, composition de Steve Reich, à Londres.
- 22 novembre : Into the Little Hill, opéra de George Benjamin, à Paris.
- 26 novembre : La Passion de Simone, oratorio de Kaija Saariaho, à Vienne.

### Autres
- 1er janvier : concert du nouvel an de l'orchestre philharmonique de Vienne au Musikverein, dirigé par Mariss Jansons.
- 13 septembre : À Paris, réouverture de la salle Pleyel après quatre ans de travaux de rénovation.

#### Date indéterminée
- Création de l'Orquestra de la Comunitat Valenciana à Valence.

## Prix
- Sunwook Kim obtient le 1er prix du Concours international de piano de Leeds.
- Pablo González (Espagne) remporte le 1er prix de direction d'orchestre du Concours international de direction de Cadaqués.
- Bryn Terfel reçoit la Queen's Medal for Music.
- Daniel Barenboïm reçoit le Prix Ernst von Siemens.
- Valeri Guerguiev reçoit le Prix musical Herbert von Karajan et le Prix Polar Music.
- Steve Reich reçoit le Praemium Imperiale.
- Yo-Yo Ma reçoit le Léonie Sonning Music Award.
- György Kurtág reçoit le Grawemeyer Award pour ...concertante....
- Guillaume Connesson est lauréat du grand prix lycéen des compositeurs.
- Antón García Abril reçoit le Prix Tomás Luis de Victoria.
- L'Orfeó Català reçoit le Prix national de musique de Catalogne.

## Décès

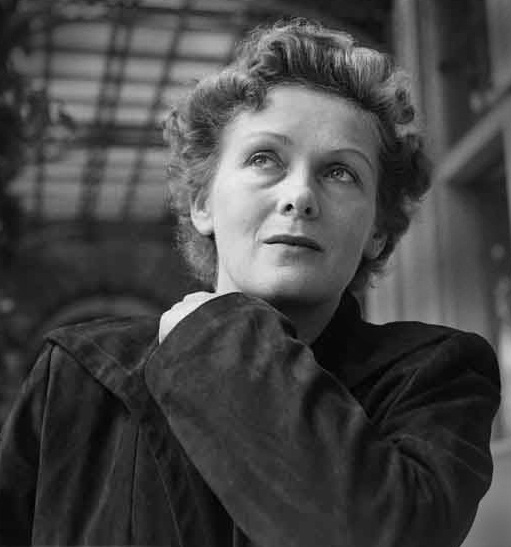
Elisabeth Schwarzkopf

- 6 janvier : Rosa María Kucharski, pianiste catalane (° 1929).
- 7 janvier : Youri Boukoff, pianiste (° 1er mai 1923).
- 12 janvier : Meinrad Schütter, compositeur suisse (° 21 septembre 1910).
- 3 février : Tilo Medek, compositeur, musicologue et éditeur de musique allemand (° 22 janvier 1940).
- 8 février : Akira Ifukube, compositeur japonais (° 31 mai 1914).
- 27 février : 
  - Milton Katims, altiste et chef d'orchestre américain (° 24 juin 1909).
  - Pierre Nerini, violoniste et professeur de musique français (° 7 octobre 1915).
- 5 mars : Denise Soriano-Boucherit, violoniste française (° 15 janvier 1916).
- 9 mars : Anna Moffo soprano américaine d'origine italienne (° 27 juin 1932).
- 19 mars : Anselmo Colzani, baryton italien (° 28 mars 1918).
- 29 mars : Werner Wolf Glaser, compositeur suédois d'origine allemande (° 14 avril 1910).
- 9 avril : Robin Orr, organiste, professeur de musique et compositeur écossais (° 2 juin 1909).
- 20 avril : Igor Kuljerić, compositeur et chef d'orchestre croate (° 1er février 1938).
- 24 avril : Erik Bergman, compositeur finlandais (° 24 novembre 1911).
- 28 avril : Ben-Zion Orgad, compositeur israélien (° 21 août 1926).
- 1er mai : Yvonne Levering, pianiste, contralto, mezzo-soprano, récitante et professeur de musique belge (° 26 septembre 1905).
- 3 mai : Siegfried Fink, percussionniste et compositeur allemand (° 8 février 1928).
- 8 mai : Jacques Melzer, saxophoniste français (° 18 juillet 1934).
- 23 mai : Werner Jacob, organiste et compositeur allemand (° 4 mars 1938).
- 27 mai : Dieter Acker, compositeur allemand (° 3 novembre 1940).
- 5 juin : Irène Aïtoff, chef de chant et pianiste française (° 30 juillet 1904).
- 8 juin : Mykola Kolessa, chef d'orchestre, compositeur et pédagogue soviétique puis ukrainien (° 6 décembre 1903).
- 11 juin :
  - Oleg Bochniakovitch, pianiste soviétique puis russe (° 9 mai 1920).
  - Rolande Falcinelli, organiste et pédagogue française (° 18 février 1920).
- 12 juin : György Ligeti, compositeur hongrois (° 28 mai 1923).
- 13 juin : Hiroyuki Iwaki, percussionniste et chef d'orchestre japonais (° 6 septembre 1932).
- 27 juin : Germaine Mounier, pianiste et pédagogue française (° 7 février 1920).
- 30 juin :
  - Joyce Hatto, pianiste britannique (° 5 septembre 1928).
  - Charles Farncombe, chef d'orchestre britannique (° 29 juillet 1919).
- 3 juillet : Lorraine Hunt-Lieberson, mezzo-soprano américaine (° 1er mars 1954).
- 7 juillet : Eugene Kurtz, compositeur américain (° 27 décembre 1923).
- 20 juillet : Naum Starkmann, pianiste russe (° 28 septembre 1927).
- 21 juillet : Georges Rabol, pianiste et compositeur français (° 1938).
- 24 juillet : Heinrich Hollreiser, chef d'orchestre allemand (° 24 juin 1913).
- 30 juillet : Louis Dumontier, compositeur (° 21 mai 1937).
- 3 août : Elisabeth Schwarzkopf, soprano allemande (° 9 décembre 1915).
- 5 août : Adrienne Clostre, compositrice française (° 9 octobre 1921).
- 22 août : Laurențiu Profeta, compositeur (° 12 janvier 1925)
- 24 août :
  - Léopold Simoneau, ténor québécois (° 3 mai 1916).
  - James Tenney, compositeur et un théoricien de la musique américain (° 10 août 1934).
- 29 août : Benjamin Rawitz, pianiste israélien (° 1946).
- 31 août : Paolo Montarsolo, artiste lyrique italien, de registre basse (° 16 mars 1923).
- 2 septembre : Karl Engel, pianiste suisse (° 1er juin 1923).
- 4 septembre : Astrid Varnay, soprano suédoise naturalisée américaine (° 25 avril 1918).
- 12 septembre : Michelle Leclerc, organiste française (° 30 avril 1939).
- 20 septembre : Armin Jordan, chef d'orchestre suisse (° 9 avril 1932).
- 23 septembre : Malcolm Arnold, compositeur et chef d’orchestre britannique (° 21 octobre 1921).
- 24 septembre : Thomas Stewart, chanteur d'opéra américain (° 29 août 1928).
- 28 septembre : Viktor Kalabis, compositeur tchèque (° 27 février 1923).
- 30 septembre : Georges Barboteu, corniste et compositeur français (° 1er avril 1924).
- 4 octobre : Ciro Scarponi, clarinettiste et compositeur italien (° 1950).
- 21 octobre : Setrak, pianiste français d’origine arménienne (° 17 mars 1930).
- 27 octobre : Henri Dionet, clarinettiste classique français (° 13 août 1911).
- 1er novembre : Silvio Varviso, chef d'orchestre suisse (° 26 février 1924).
- 8 novembre : Iosif Conta, chef d'orchestre roumain (° 14 septembre 1924).
- 18 novembre : Piotr  Mechtchaninov, pianiste et chef d'orchestre russe spécialisé dans la musique contemporaine russe (° 9 juillet 1944).
- 19 novembre : Art Murphy, pianiste et compositeur américain (° 25 janvier 1942).
- 24 novembre : Clara Bonaldi, violoniste française (° 9 mai 1937).
- 12 décembre : Daniel Chabrun, chef d'orchestre français (° 26 janvier 1925).
- 22 décembre : Galina Oustvolskaïa, compositrice russe (° 17 juin 1919).
- 28 décembre : Komei Abe, compositeur japonais (° 1er septembre 1911).

### Date indéterminée
- Marcel Caens, trompettiste français (° 1919).
- Edouard Salim Michael, compositeur de musique symphonique (° 1921).